# Flessibilità articolare

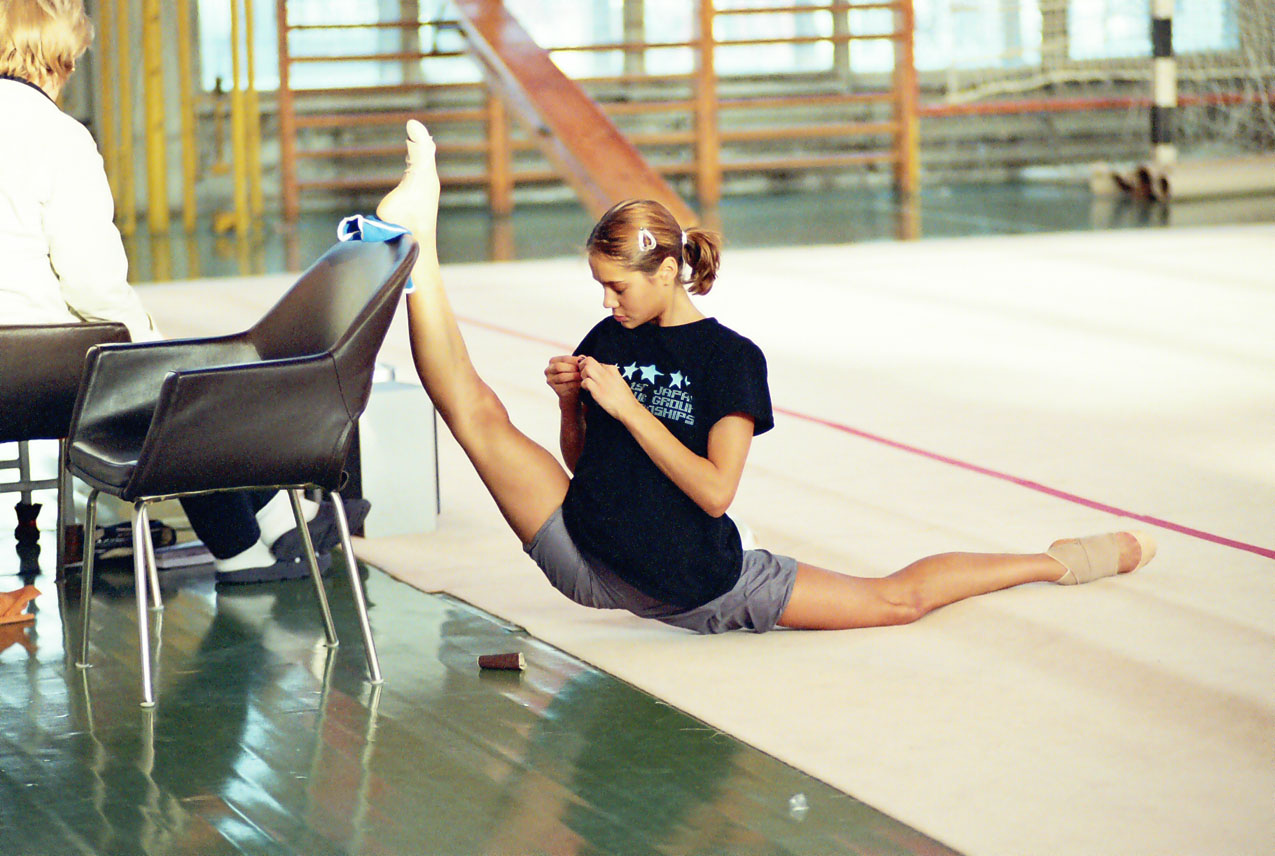
Un oversplit della ginnasta olimpica Irina Čaščina

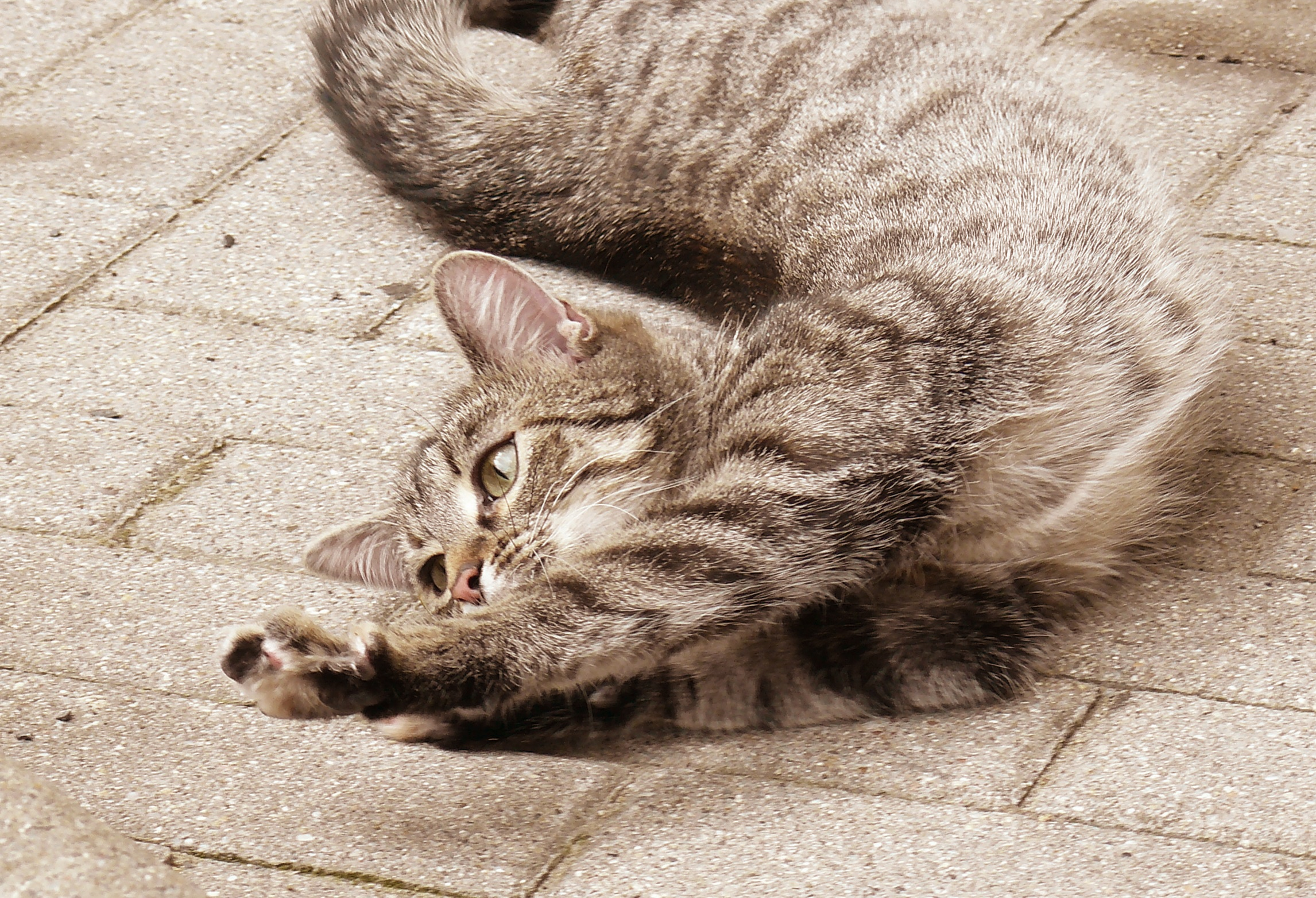
Gatto che fa stretch

La flessibilità o leggerezza si riferisce alla gamma completa dei movimenti articolari e alla lunghezza dei muscoli che attraversano le articolazioni. La flessibilità varia tra gli individui, in particolare in termini di differenze di lunghezza muscolare dei muscoli multiarticolari. La flessibilità in alcune articolazioni può essere aumentata fino ad un certo livello con l'esercizio, con lo stretching, un semplice esercizio per mantenere o migliorare la flessibilità.

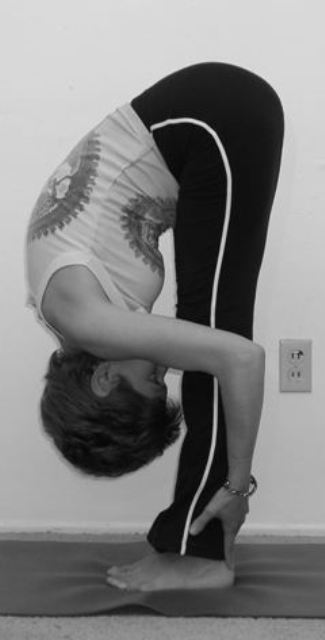
Variazione Uttanasana

La qualità della vita viene arricchita migliorando e mantenendo una buona varietà di movimento delle articolazioni. La flessibilità complessiva dovrebbe essere sviluppata con una specifica gamma di movimento di cui un'articolazione necessita in considerazione del fatto che le singole articolazioni variano l'una dall'altra. La perdita di flessibilità può essere un fattore predisponente a problemi fisici, come sindromi dolorose o disturbi dell'equilibrio.
Sesso, età, e la genetica sono importanti per la quantità di movimento. Esercizi che comprendono stretching e yoga spesso migliorano la flessibilità.
Molti fattori sono presi in considerazione al momento di stabilire la flessibilità personale: strutture articolari, legamenti, tendini, muscoli, pelle, lesioni dei tessuti, il grasso (o tessuto adiposo) dei tessuti, la temperatura corporea, il livello di attività, l'età e il sesso, tutto influenza l'assortimento di movimento di una persona relativamente ad una articolazione.
Il livello di flessibilità Individuale del corpo è misurata e calcolata eseguendo una prova «siedi e allungati», in cui il risultato è definito come punteggio di flessibilità personale.

## Elementi anatomici di flessibilità

### Articolazioni

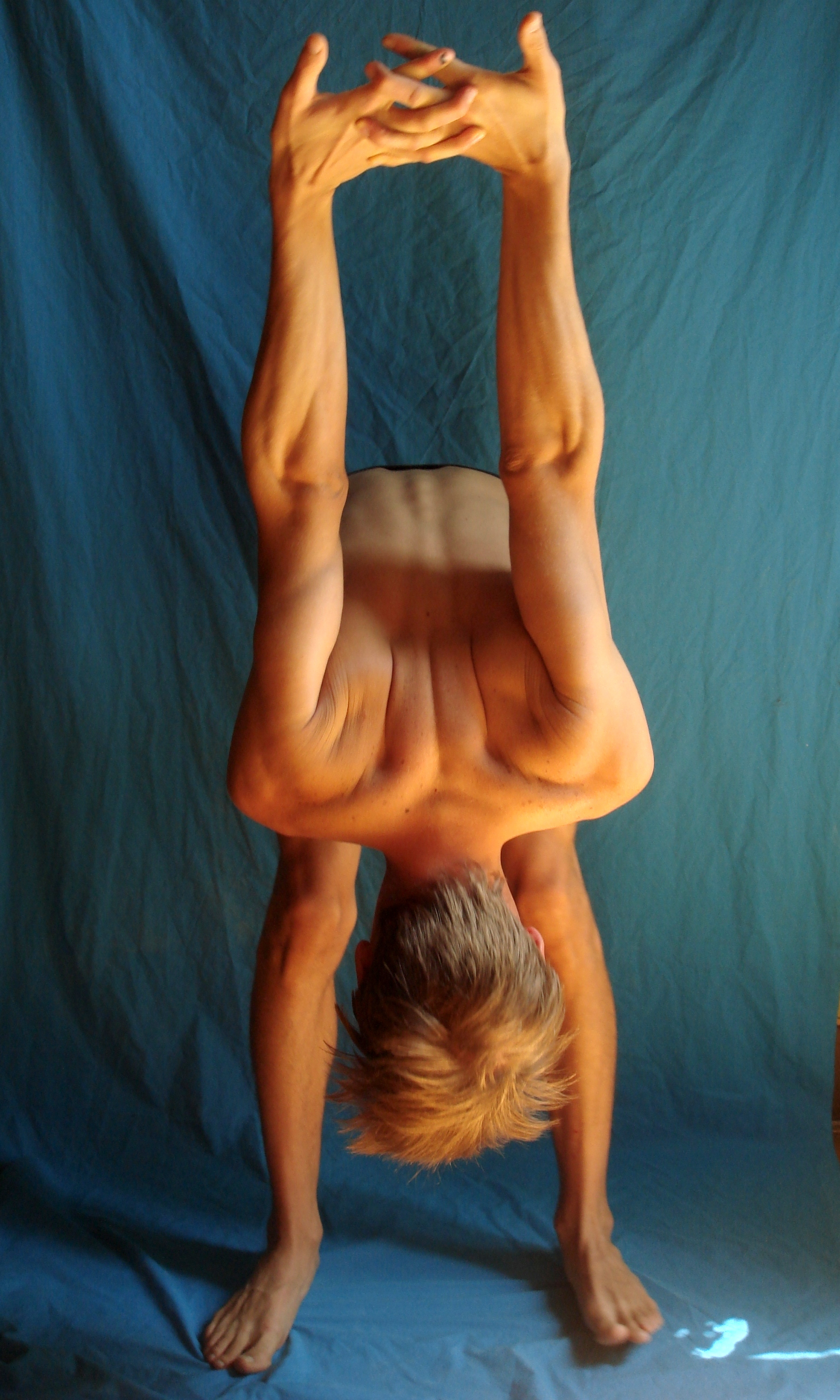
Uomo che fa stretch

Le articolazioni in un corpo umano sono circondate da membrane sinoviali e cartilagineo articolare che coprono, proteggono e nutrono l'articolazione e la superficie di ciascuna. Aumentando l'elasticità muscolare della quantità di mobilità dell'articolazione aumenta la flessibilità.

### Legamenti
I legamenti sono composti da due differenti tessuti: bianco e giallo. I tessuti fibrosi bianchi non sono elastici, ma sono estremamente forti, in modo che, anche se l'osso fosse fratturato, il tessuto rimarrebbe a posto. Il tessuto bianco permette la libertà personale di movimento. Il tessuto elastico giallo può essere allungato notevolmente mentre ritorna alla sua lunghezza originale.

### Tendini
I tendini non sono elastici e sono ancora meno allungabili. I tendini sono classificati come un tessuto connettivo. Il tessuto connettivo sostiene, circonda e lega le fibre muscolari. Essi contengono sia tessuto elastico che non elastico.

### Tessuto areolare

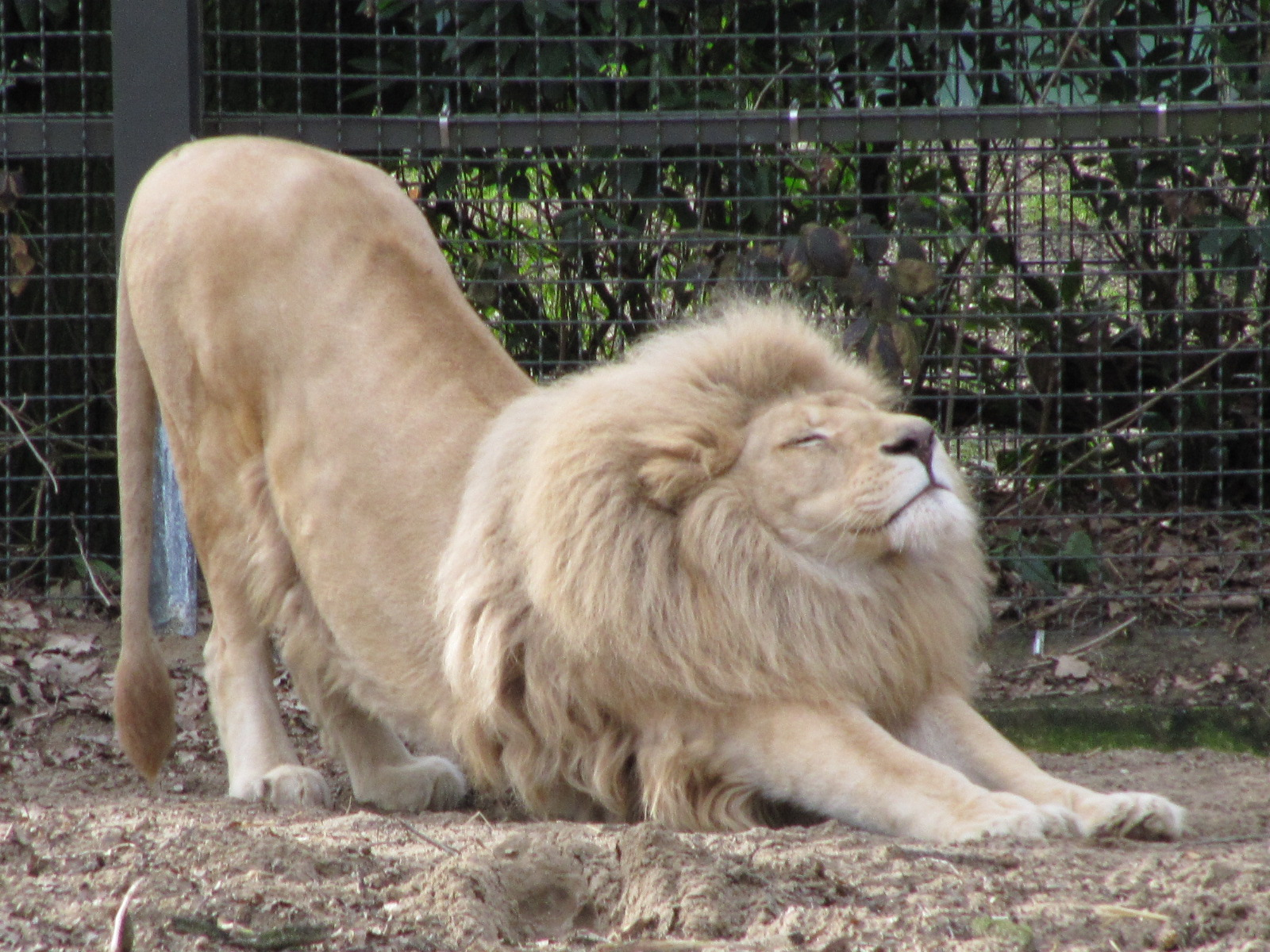
Leone che fa Stretch

Il tessuto areolare è permeabile ed è ampiamente distribuito in tutto il corpo. Questo tessuto agisce come legante generale per tutti gli altri tessuti.

### Tessuto muscolare
Il tessuto muscolare è fatto di un materiale elastico. Esso è disposto in fasci di fibre parallele.

### Recettori dello Stretch
I recettori di stiramento hanno due parti: le cellule fusiformi e i tendini del Golgi. Le cellule fusiformi, che si trovano al centro di un muscolo, inviano il messaggio al muscolo di contrarsi. D'altra parte, i recettori tendinei del Golgi si trovano vicino all'estremità di una fibra muscolare e inviano messaggi al muscolo di rilassarsi. Poiché questi recettori sono preparati attraverso l'uso continuo, l'allungamento diventa più facile. Quando i riflessi che inibiscono la flessibilità vengono liberati allora si verificano più facilmente le divisioni. Le divisioni utilizzano una gamma completa di movimenti del corpo e forniscono uno stiramento completo.

## Stretching

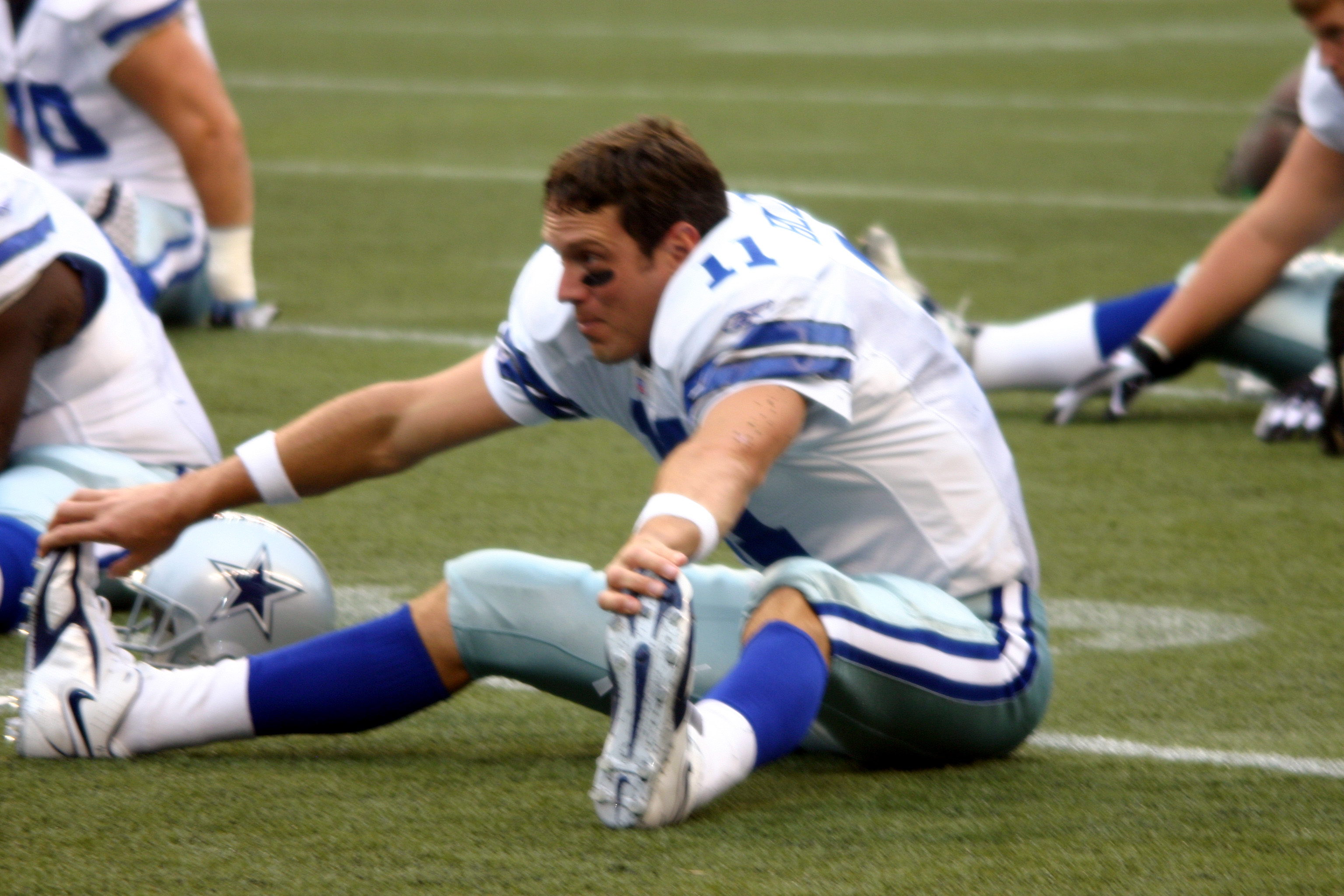
Giocatore di football americano che fa stretch

La flessibilità migliora con lo stretching. Lo stretching dovrebbe essere iniziato solo quando i muscoli sono caldi e la temperatura corporea si alza. Per rendere efficace lo stiramento, la forza esercitata sul corpo deve essere tenuta appena oltre una sensazione di dolore e deve essere conservata per almeno dieci secondi. Se tenuto troppo a lungo, il muscolo diventerà troppo allentato ed elastico. Aumentare la gamma dei movimenti crea una buona postura e sviluppa prestazioni utili nelle attività quotidiane, aumentando la lunghezza della vita e la salute generale dell'individuo.

### Stretching balistico
È una tecnica di allungamento muscolare obsoleta, molto utilizzata negli anni settanta e ottanta che consiste nel fare oscillare ripetutamente e in maniera incontrollata gli arti o il busto nel tentativo di forzare l'allungamento muscolare oltre il suo normale raggio di movimento. Questo movimento oscillatorio è del tutto controproducente in quanto attiva in maniera molto forte il riflesso miotatico, che nei casi più accentuati può portare a strappi e stiramenti.

### Stretching dinamico
Questa tecnica assomiglia allo stretching balistico, ma differisce da essa nella modalità di esecuzione degli esercizi. Il concetto è sempre quello di far oscillare gli arti o il busto, ma in maniera controllata e lenta, quindi senza ricorrere a slanci e scatti come avviene diversamente invece nello stretching balistico.
Il movimento consiste nello slanciare in una determinata direzione gli arti in maniera controllata e lenta arrivando a sfruttare gradatamente tutta l'ampiezza concessa dall'articolazione, evitando l'effetto rimbalzo o il molleggio che causano l'attivazione del riflesso miotatico portando il muscolo a reagire contraendosi anziché distendersi.

### Stretching statico passivo
Consiste nell'assumere una posizione ben precisa e mantenerla rilassando il muscolo interessato per un certo tempo, in genere dai 20 ai 30 secondi, mediante il supporto di un partner, senza quindi la contrazione dei muscoli agonisti (complementari a quelli che si distendono).

### Stretching statico attivo

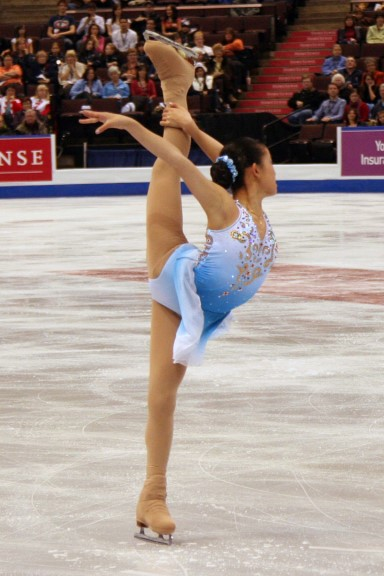
La pattinatrice Caroline Zhang allo Skate Canada International del 2008

Consiste nell'assumere e mantenere una posizione rilassando il muscolo interessato per un tempo di 20-30 secondi senza l'aiuto di un partner.
Questo tipo di allungamento prevede due fasi:
- fase di pre-allungamento - si assume la postura lentamente, inspirando prima del movimento ed espirando durante il movimento per assumere la postura voluta. Raggiunta la posizione, si mantiene per una durata massima di 10 secondi senza raggiungere l'allungamento massimo del muscolo interessato
- fase di sviluppo - si porta il muscolo interessato al massimo allungamento, senza oltrepassare la soglia del dolore, inspirando prima del movimento ed espirando durante il movimento. Assunta la posizione di massima estensione si mantiene per un massimo di 20 secondi.

### Stretching isometrico
- PNF - Proprioceptive Neuromuscolar Facilitation[7]

Ovvero "facilitazione propriocettiva neuromuscolare". Questo sistema è composto da quattro fasi:
1. Massimo allungamento graduale e lento del muscolo
2. Contrazione isometrica per circa 15 - 20 secondi (in posizione di allungamento)
3. Rilassamento di circa 5 secondi
4. Ulteriore allungamento del muscolo contratto precedentemente per almeno 30 secondi

- CRAC - Contract Relax Agonist Contract

Cioè "contrazione, rilassamento e contrazione dei muscoli antagonisti".
Si differenzia dal PNF nella fase finale dell'allungamento. Prevede la contrazione dei muscoli antagonisti a quelli che si stanno allungando. In questo metodo si sfrutta il fenomeno della inibizione reciproca, che facilita il rilassamento del muscolo agonista.
- CRS - Contract Relax Stretch

Cioè "contrazione, rilassamento e stretching".
Questo sistema è basato su una contrazione isometrica del muscolo 10 - 15 secondi, seguita da un rilassamento di 5 secondi e un successivo allungamento.

## Limiti di flessibilità
Ogni individuo nasce con una particolare gamma di movimenti per ciascuna articolazione del suo corpo. Nel libro Finding Balance di Gigi Berardi, l'autore cita tre fattori limitanti: esigenze professionali, richieste di movimento e le negligenze di formazione.

### Fattori interni di flessibilità

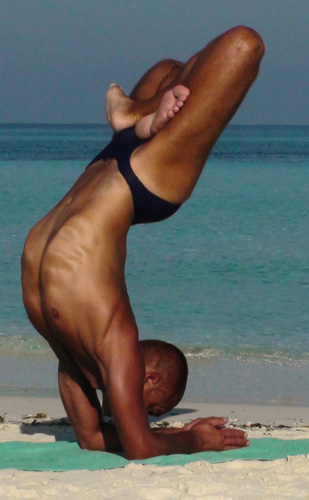
Uomo praticante yoga in una rovesciata posizione del loto

Le esigenze di movimento includono la forza, la resistenza e la gamma dei movimenti. Gli errori di addestramento si verificano quando il corpo è abusato. Internamente le articolazioni, i muscoli, i tendini e i legamenti possono influenzare la propria flessibilità. Come precedentemente accennato, ogni parte del corpo ha le sue specifiche limitazioni e, messe insieme, la quantità di movimento ne può essere influenzata. L'atteggiamento mentale dell'esecutore durante l'esecuzione dei movimenti può anche influenzare la loro gamma.

### Fattori esterni di flessibilità
Esternamente qualsiasi cosa, dalle condizioni atmosferiche esterne all'età dell'esecutore può influenzare la flessibilità. I tessuti in generale e il collagene, con l'età influenzano l'individuo. I giovani artisti devono essere consapevoli degli eccessi dello stretching. Anche le cose fondamentali come l'abbigliamento e gli accessori possono influenzare una prestazione. Le superfici delle sale da ballo e la mancanza di scarpe adatte possono anche influenzare la capacità di un artista ad esibirsi al meglio.

### Segni di lesioni
Lo stretching fatto per troppo tempo o eccessivo può cedere il passo a un infortunio. Per la maggior parte delle attività, la normale quantità di movimenti è più che sufficiente. Eventuali movimenti improvvisi o andare troppo rapidamente può provocare che un muscolo si contragga bruscamente. Questo porta a dolori atroci e l'esecutore dovrebbe lasciare rilassare il muscolo in riposo.

## Rischi di lesioni
Molte persone si infortunano, mentre fanno yoga e aerobica, quindi dobbiamo stare attenti quando lo facciamo. Se un osso, un muscolo o qualsiasi altra parte è allungata oltre la propria capacità può portare ad una slogatura, uno stiramento muscolare, o anche qualcosa di ancora più grave.